# Jazz à Gaveau et Concert à Gaveau vol. 2
Albums de Martial Solal trio
Suite en ré bémol pour quartette de jazz
(1959) Suite pour une frise
(1962)
Albums de Martial Solal trio
At Newport '63
(1963) Martial Solal (Bonsoir)
(1964)
Jazz à Gaveau et Concert à Gaveau vol. 2 sont deux albums en trio du pianiste de jazz français Martial Solal, avec Guy Pedersen et Daniel Humair, enregistrés en concert à la Salle Gaveau à Paris. Jazz à Gaveau sort en 1962 et Concert à Gaveau vol. 2 en 1964 sur le label Columbia.

## À propos de l'album
Le 3 mai 1962, avec son trio (Guy Pedersen et Daniel Humair), il loue la Salle Gaveau, qui programme plutôt de la musique classique. Le trio s'occupe de tout : impression des billets, collage des affiches, publicité… La salle n'est pas remplie, mais c'est une première. Les musiciens imitent alors la tenue du Modern Jazz Quartet, et jouent en smoking (Solal compose à l'époque le morceau Nos smokings). Le concert donne lieu à un disque : Jazz à Gaveau.
Le départ de Solal aux États-Unis en 1963 sans ses musiciens, qui n'ont pas eu le droit de le suivre, a distendu les liens au cœur de son trio, qui donne quand même un second concert à la Salle Gaveau le 11 décembre 1963. Le concert est enregistré par la R.T.F. pour une émission de jazz quotidienne.
Le trio se dissout quand Pedersen et Humair rejoignent les Swingle Singers.
Le 23 janvier 2019, Martial Solal donne son premier concert en solo à la Salle Gaveau. Il s'agit sans doute de son dernier concert dans une grande salle parisienne, du moins, précise Solal, jusqu'à nouvel ordre,.

## Pistes

### Jazz à Gaveau
| No | Titre             | Musique       | Durée |
| -- | ----------------- | ------------- | ----- |
| 1. | Jordu             | Duke Jordan   | 6:50  |
| 2. | Nos Smoking       | Martial Solal | 6:20  |
| 3. | Special Club      | Martial Solal | 7:25  |
| 4. | Dermaplastic      | Martial Solal | 4:50  |
| 5. | Aigue marine      | Martial Solal | 4:30  |
| 6. | Averty, c'est moi | Martial Solal | 6:20  |
| 7. | Gavotte à Gaveau  | Martial Solal | 5:50  |

### Concert à Gaveau vol. 2
| No | Titre                             | Musique        | Durée |
| -- | --------------------------------- | -------------- | ----- |
| 1. | Lucien, valsons (à Lucien Malson) | Martial Solal  | 4:30  |
| 2. | Sous le ciel de Paris             | Martial Solal  | 5:55  |
| 3. | Galerie C                         | Martial Solal  | 6:00  |
| 4. | Vice et Versa                     | Martial Solal  | 7:05  |
| 5. | Petite poupée                     | Martial Solal  | 3:10  |
| 6. | Billy's Bounce                    | Charlie Parker | 6:50  |

## Musiciens
- Martial Solal : piano
- Guy Pedersen : contrebasse
- Daniel Humair : batterie